# Ловиште (Оребић)
Ловиште је насељено место у саставу општине Оребић, на полуострву Пељешцу, Дубровачко-неретванска жупанија, Република Хрватска.

## Историја
До територијалне реорганизације у Хрватској налазило се у саставу старе општине Корчула.

## Становништво
На попису становништва 2011. године, Ловиште је имало 228 становника.
| Број становника по пописима | Број становника по пописима | Број становника по пописима | Број становника по пописима | Број становника по пописима | Број становника по пописима | Број становника по пописима | Број становника по пописима | Број становника по пописима | Број становника по пописима | Број становника по пописима | Број становника по пописима | Број становника по пописима | Број становника по пописима | Број становника по пописима | Број становника по пописима |
| --------------------------- | --------------------------- | --------------------------- | --------------------------- | --------------------------- | --------------------------- | --------------------------- | --------------------------- | --------------------------- | --------------------------- | --------------------------- | --------------------------- | --------------------------- | --------------------------- | --------------------------- | --------------------------- |
| 1857                        | 1869                        | 1880                        | 1890                        | 1900                        | 1910                        | 1921                        | 1931                        | 1948                        | 1953                        | 1961                        | 1971                        | 1981                        | 1991                        | 2001                        | 2011                        |
| 0                           | 0                           | 0                           | 12                          | 9                           | 109                         | 216                         | 0                           | 184                         | 193                         | 208                         | 187                         | 196                         | 242                         | 244                         | 228                         |

Напомена: Исказује се од 1890, и то као део насеља од 1890. до 1910, а као насеље 1921. и од 1948. надаље. У 1931. подаци су садржани у насељу Наковањ.

### Попис1991.
На попису становништва 1991. године, насељено место Ловиште је имало 242 становника, следећег националног састава:
| Попис 1991.‍  | Попис 1991.‍  | Попис 1991.‍ | Попис 1991.‍ | Попис 1991.‍ |
| ------------ | ------------ | ----------- | ----------- | ----------- |
|              |              |             |             |             |
| Хрвати       | Хрвати       |             | 208         | 85,95%      |
| Југословени  | Југословени  |             | 19          | 7,85%       |
| Немци        | Немци        |             | 2           | 0,82%       |
| Срби         | Срби         |             | 2           | 0,82%       |
| Македонци    | Македонци    |             | 1           | 0,41%       |
| Муслимани    | Муслимани    |             | 1           | 0,41%       |
| Словенци     | Словенци     |             | 1           | 0,41%       |
| Црногорци    | Црногорци    |             | 1           | 0,41%       |
| остали       | остали       |             | 1           | 0,41%       |
| неопредељени | неопредељени |             | 2           | 0,82%       |
| непознато    | непознато    |             | 4           | 1,65%       |
| укупно: 242  |              |             |             |             |